# Vénus devant ses juges
Pour plus de détails, voir Fiche technique et Distribution.
Vénus devant ses juges (titre original : The Girl from Jones Beach) est un film américain réalisé par Peter Godfrey et sorti en 1949.

## Synopsis
Un dessinateur de publicité fait des jaloux dans la profession avec sa dernière trouvaille, un jolie fille qu'il fait figurer sur ses affiches. Mais en réalité cette fille n'existe pas, et n'est qu'une image idéalisée à partir de sept modèles différents. Jusqu'au jour où une jeune femme semble réellement correspondre au modèle.  

## Fiche technique
- Titre original : The Girl from Jones Beach
- Réalisation : Peter Godfrey
- Scénario : Allen Boretz, I. A. L. Diamond
- Date de sortie: 16 juillet 1949
- Durée : 78 minutes
- Producteur : Alex Gottlieb
- Musique : David Buttolph

## Distribution
- Ronald Reagan : Bob Randolph - Robert Benerik
- Virginia Mayo : Ruth Wilson
- Eddie Bracken : Chuck Donovan
- Dona Drake : Connie Martin
- Henry Travers : Judge Bullfinch
- Lois Wilson : Mrs. Wilson
- Florence Bates : Miss Emma Shoemaker
- Jerome Cowan : Mr. Graves - Ruth's Attorney
- Helen Westcott : Miss Brooks
- Paul Harvey : Jim Townsend
- Lloyd Corrigan : Mr. Evergood
- Gary Gray : Woody Wilson
- Myrna Dell (en) : Lorraine Scott
- Mary Stuart : Hazel